# Friedrich Karl von Wachter
Friedrich-Karl Heinrich von Wachter (* 21. August 1891 in Darmstadt; † 14. Oktober 1975 ebenda) war ein deutscher Generalleutnant im Zweiten Weltkrieg.

## Leben

### Herkunft
Friedrich-Karl war das dritte von vier Kindern und einziger Sohn des Ludwig von Wachter (1853–1922) und dessen Ehefrau Mathilde, geborene Beck (1862–1912). Sein Vater war Großherzoglich hessischen Major und Chef der Gräflich Erbach-Fürstenauischen Hofhaltung. Die Familie war am 16. Juli 1855 durch Großherzog Ludwig III. in den erblichen Großherzoglich hessischen Adelsstand erhoben worden.

### Militärkarriere
Nach dem Abitur am Realgymnasium in seiner Heimatstadt trat Wachter 1907 als Fahnenjunker in die 2. Kompanie des Leibgarde-Infanterie-Regiments (1. Großherzoglich Hessisches) Nr. 115 Preußischen Armee und avancierte am 16. Juni 1910 mit einem Patent vom 21. August 1908 zum Leutnant.
Nach der Mobilmachung anlässlich des Ersten Weltkriegs rückte Wachter mit seinem Regiment in das neutrale Belgien ein, wo er während der Kämpfe um Anloy am 22. August 1914 schwer verwundet wurde. Da er nicht mehr frontverwendungsfähig war, wurde er Ausbilder und Kompanieoffizier an der Unteroffizierschule in Wetzlar. Er stieg 1915 zum Oberleutnant und Ende Dezember 1917 zum Hauptmann auf. Ferner versah er Dienst als Ordonnanzoffizier und Adjutant in verschiedenen Stäben, u. a. beim Gouverneur von Riga-Dünaburg. Für sein Wirken erhielt Wachter neben dem Eisernen Kreuz II. Klasse das Verwundetenabzeichen in Schwarz, die Hessische Tapferkeitsmedaille, den Bayerischen Militärverdienstorden IV. Klasse sowie die Hanseatenkreuze von Hamburg und Lübeck. Die verbündeten Österreicher ehrten ihn mit dem Karl-Truppenkreuz.
Nach dem Krieg gehörte er zur Abwicklungsstelle seines Stammregiments und bildete im Februar 1919 das „Freikorps Hessen“. Diese Formation ging im Juni 1919 im I. Bataillon des Reichswehr-Infanterie-Regiments 35 der Vorläufigen Reichsheer auf. Wachter war zunächst Chef der 1. Kompanie und trat Anfang Oktober 1919 als Chef der 7. Kompanie zum Reichswehr-Infanterie-Regiment 22. Daraus ging mit der Bildung der Reichswehr das 15. Infanterie-Regiment in Gießen hervor. Hier fand der Verwendung beim Stab des I. Bataillons und dann als Chef der Ausbildungskompanie. Im Februar 1929 kam er als Adjutant zur Infanterieschule nach Dresden und rückte in dieser Funktion Anfang Februar 1931 zum Major auf. Ab 1. Oktober 1932 versah er wieder Truppendienst als Kommandeur des I. Bataillons im 15. Infanterie-Regiment. Von 1935 bis Oktober 1937, als er das Kommando über das Infanterie-Regiment 36 in Friedberg (Hessen) übernahm, war er Lehrgruppenkommandeur an der Kriegsschule Hannover.
Während des Zweiten Weltkriegs wurde Wachter am 1. April 1940 zum Generalmajor befördert, am 6. Mai des Jahres in die Führerreserve des OKH versetzt und kurze Zeit später Kommandeur der 228. Infanterie-Division. Zum 1. August 1940 trat er die Nachfolge von Generalleutnant Ernst Schaumburg als Kommandeur der 225. Infanterie-Division an und wurde am  Monatsende Mai 1941 Nachfolger des Generals Ernst Feßmann als Führer der 267. Infanterie-Division. Am 22. Januar 1942 kam er nach einer schweren Erkrankung wieder in die Führerreserve und bereits am 5. März 1942 als General (zur besonderen Verwendung) zur 15. Armee. Als Generalleutnant (1. April 1942) wechselte er als Inspekteur des Personalprüfwesens. Zum 1. Juni 1942 wurde er Amtsgruppenchef im Oberkommando des Heeres und am 1. Mai 1943 Inspekteur des Wehrersatzbezirks Mannheim bis zur Versetzung in die Führerreserve zum 2. Januar 1945. Am 29. Januar 1945 wurde er aus dem Lazarett mit dem Ergebnis „kriegsverwendungsfähig“ entlassen und geriet im  Mai 1945 in alliierte Gefangenschaft, aus der er zwei Jahre später entlassen wurde.
Nach dem Krieg wurde er Vorsitzender (später Ehrenvorsitzender) der Kameradschaft der Leibgardisten des Infanterie-Regiments 115 e.V. in Darmstadt und war von 1957 an verantwortlicher Herausgeber des Periodikums „Der Leibgardist“, das zunächst viermal im Jahr, seit 1988 nur noch zweimal und seit 2010 in der Regel nur noch einmal im Jahr erschien.

### Familie
Wachter heiratete am 27. August 1929 in Dresden Agnes Rothlauf (* 1908), mit der er die Söhne Ludwig Georg und Karl Dieter hatte.